# 岡崎街道
岡崎街道（おかざきかいどう）は愛知県の街道で、起終点のいずれかが岡崎であることからその名があるが、該当する街道は複数ある。

## 岡崎から西尾に至るルート
額田郡岡崎町から東海道（國道2號、現・国道1号）で矢作川を渡り、碧海郡矢作町から南に分岐して安城町、桜井村を経て明治村米津で西尾街道と合流し、矢作川を再び渡って幡豆郡西尾町で更に平坂街道と合流して平坂村に至る街道。単独区間は現在の愛知県道43号岡崎碧南線に相当する。

### 歴史

#### 沿革
- 明治9年（1876年）の太政官達に伴う県道表に「県道三等岡崎街道、碧海郡矢作村ヨリ幡豆郡平坂港ニ達ス」と記載される。
- 明治23年（1890年）、棚尾橋架橋により、平坂街道と地続きとなる

### 通過する自治体
愛知県
- 岡崎市
- 安城市
- 西尾市

## 名古屋から岡崎に至るルート
愛知郡天白村平針から飯田街道より分岐し、日進村、東郷村、西加茂郡三好村、碧海郡高岡村、上郷村、矢作町を経て東海道（國道2號、現・国道1号）に至り、矢作川を渡って岡崎町に至る街道。現在の愛知県道56号名古屋岡崎線に相当する。
古くは駿河街道と呼ばれ、名古屋 - 天白間が飯田街道として分離された後は新街道と呼ばれた。

### 歴史
大正9年（1920年）、道路法により駿河街道の名古屋城下 - 平針が「県道名古屋飯田線」の一部と表記されたことに伴い、以後駿河街道の平針 - 愛知県岡崎市宇頭と東海道の宇頭 - 岡崎城のルートに関して「岡崎」の表記が見られるようになる。

#### 沿革
- 大正9年（1920年）4月1日『愛知県広報 号外第三十七』に新しい道路法の規定による新しい路線表が紹介
  - 「県道天白岡崎線 起点愛知郡天白村 終点岡崎市」
- 昭和13年（1938年）『愛知県史』に岡崎街道と表記

### 通過する自治体
愛知県
- 名古屋市（天白区）
- 日進市
- 愛知郡東郷町
- みよし市
- 豊田市
- 安城市
- 岡崎市